# 科技导报社
科技导报社是中国科学技术协会的一家出版社，主要以出版学术刊物、编辑学术论文集为主。
出版的刊物有：
- 《科技导报》（半月刊）
- 《中国学术期刊文摘 (中文版)》（半月刊）
- 《中国学术期刊文摘 (英文版)》（半月刊）